# Список наград «Филадельфии Флайерз»
Ниже представлен список наград Филадельфии Флайерз с момента создания клуба в 1967 на момент окончания сезона 2007-08.

## Награды Национальной хоккейной лиги

### Командные награды
| Награда                 | Вручается                                                                                      | Вручался раз | Сезоны                                                           |
| ----------------------- | ---------------------------------------------------------------------------------------------- | ------------ | ---------------------------------------------------------------- |
| Кубок Стэнли            | Победителям чемпионата                                                                         | 2            | 1973/1974, 1974/1975                                             |
| Президентский Кубок     | Победителям регулярного сезона                                                                 | 0            |                                                                  |
| Приз Кларенса Кэмпбелла | Победителям Западного дивизиона (1968-74) Победителям Конференции Кларенса Кэмпбелла (1975-93) | 6            | 1967/1968, 1973/1974, 1974/1975, 1975/1976, 1976/1977, 1979/1980 |
| Приз принца Уэльского   | Победителям Конференции принца Уэльского (1975-93) Победителям Восточной Конференции (с 1994)  | 4            | 1984/1985, 1986/1987, 1996/1997, 2009/2010                       |

### Индивидуальные награды

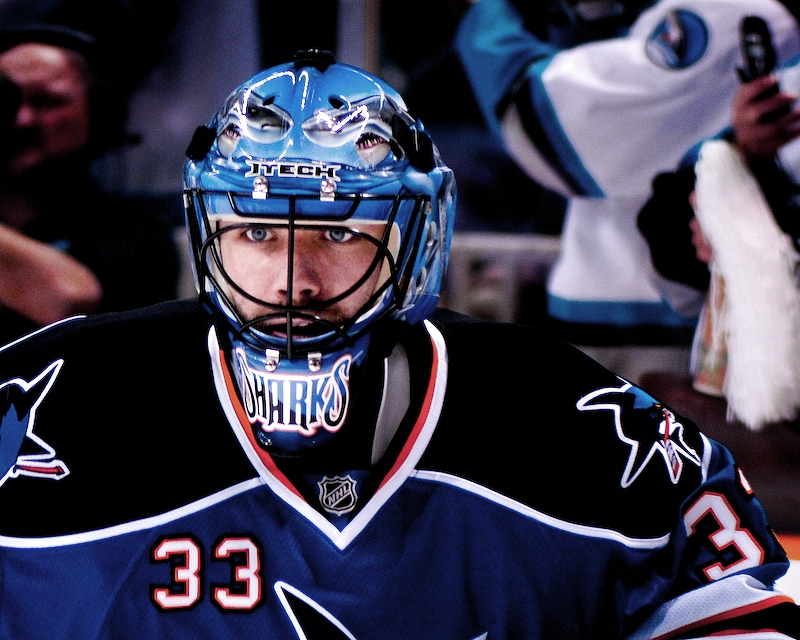
Брайан Буше

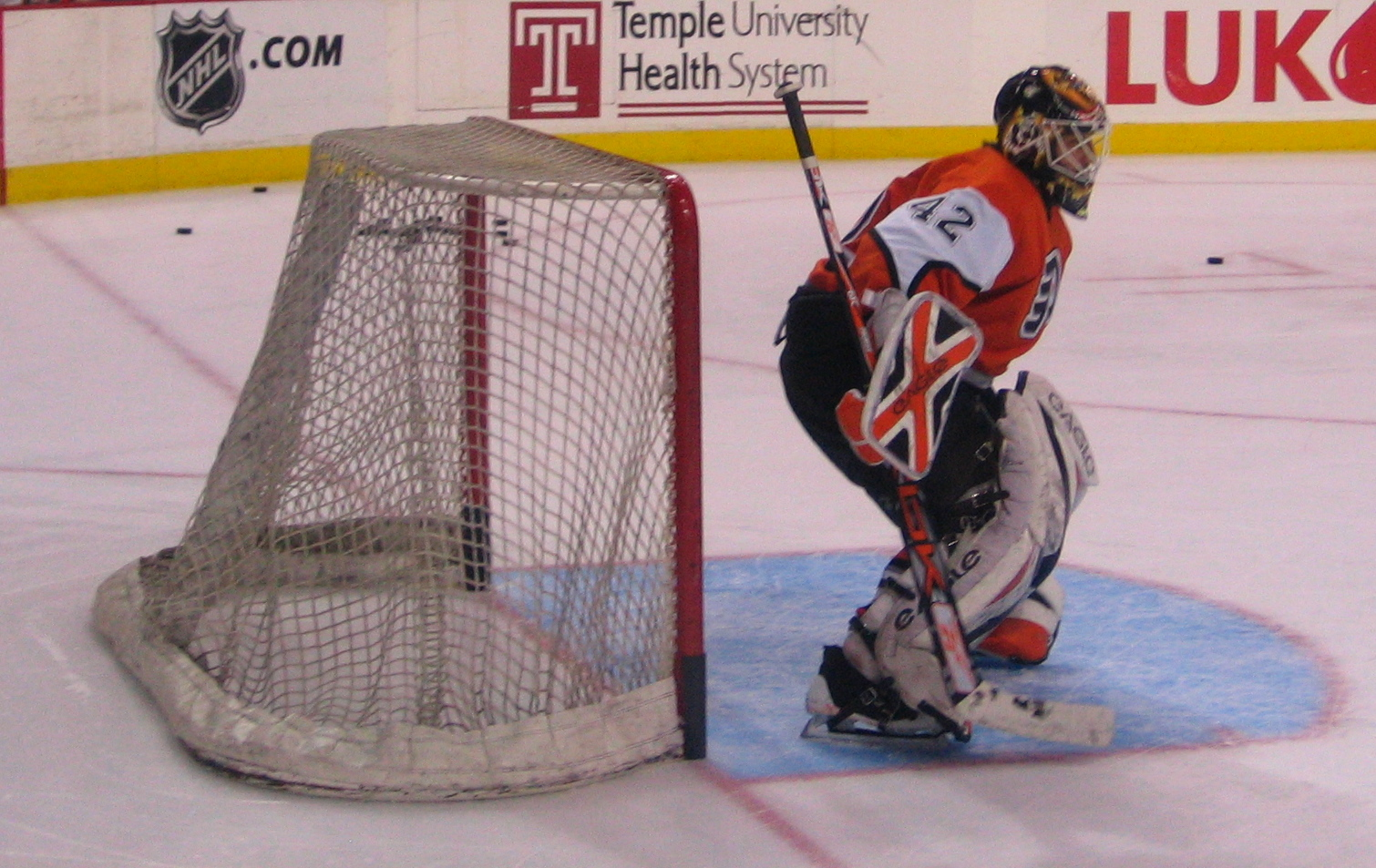
Роберт Эш

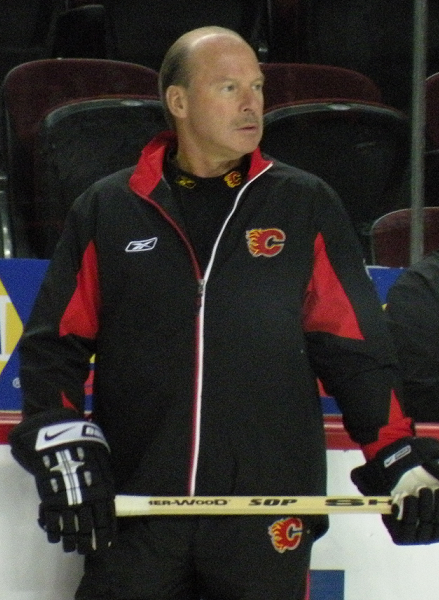
Майк Кинэн

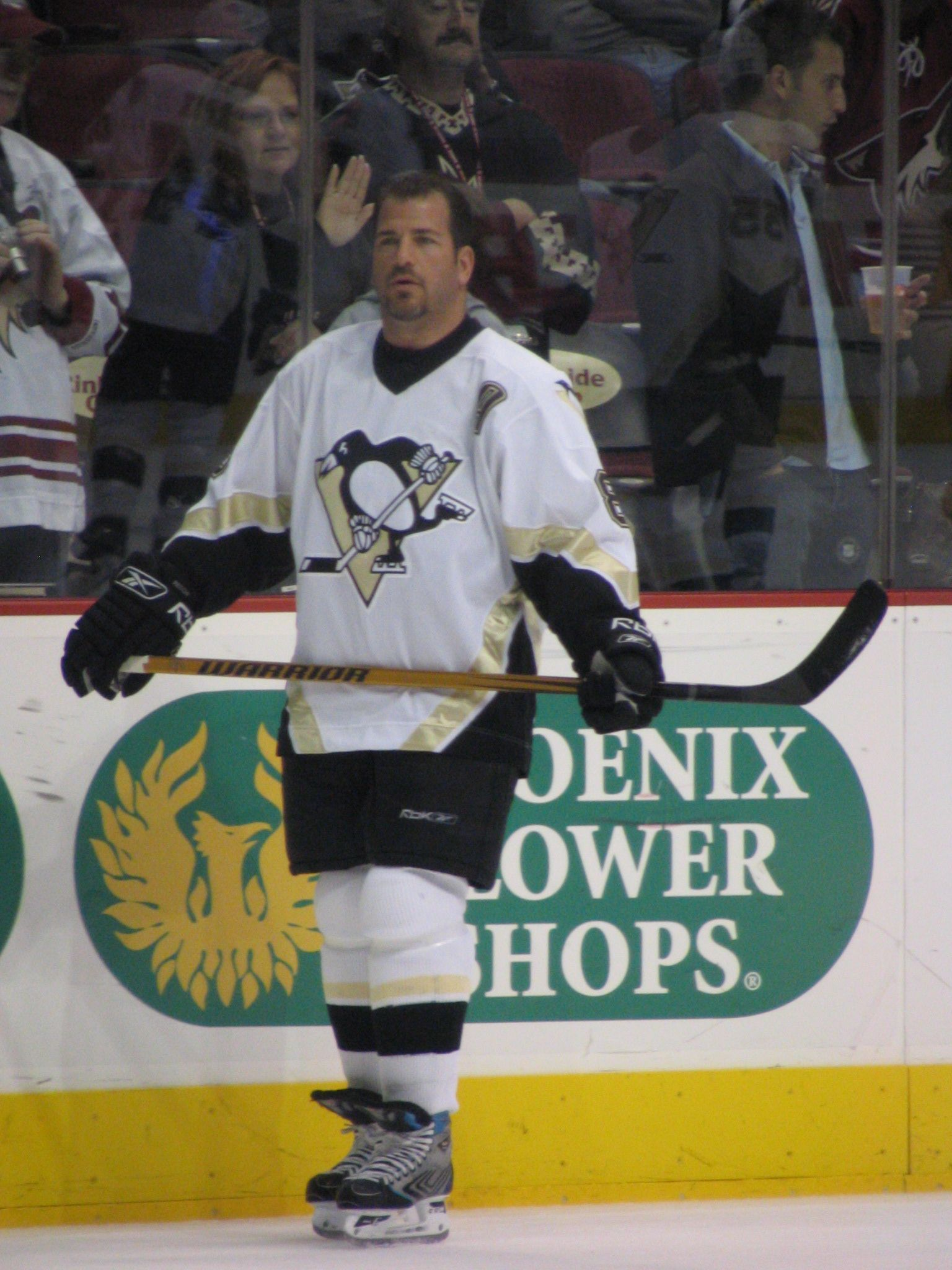
Марк Рекки

| Награда                               | Вручается | Обладатель                          | Сезон                               |
| ------------------------------------- | --- | ----------------------------------- | ----------------------------------- |
| Арт Росс Трофи                        | Лучшему бомбардиру регулярного сезона                                                                                                 | Никогда не вручался игрокам Флайерз | Никогда не вручался игрокам Флайерз |
| Билл Мастертон Трофи                  | Игроку, проявившему высокое спортивное мастерство и верность хоккею                                                                   | Бобби Кларк                         | 1971-72                             |
| Билл Мастертон Трофи                  | Игроку, проявившему высокое спортивное мастерство и верность хоккею                                                                   | Тим Керр                            | 1988-89                             |
| Везина Трофи                          | Голкиперу, пропустившему наименьшее количество шайб в регулярном сезоне (1927—1981)                                                   | Берни Парент                        | 1973-74 1974-75                     |
| Везина Трофи                          | Лучшему голкиперу регулярного сезона (с 1981)                                                                                         | Пелле Линдберг                      | 1984-85                             |
| Везина Трофи                          | Лучшему голкиперу регулярного сезона (с 1981)                                                                                         | Рон Хексталл                        | 1986-87                             |
| Джеймс Норрис Трофи                   | Лучшему защитнику регулярного сезона                                                                                                  | Никогда не вручался игрокам Флайерз | Никогда не вручался игрокам Флайерз |
| Джек Адамс Эворд                      | Лучшему тренеру регулярного сезона | Фред Широ                           | 1973-74                             |
| Джек Адамс Эворд                      | Лучшему тренеру регулярного сезона | Пэт Куинн                           | 1979-80                             |
| Джек Адамс Эворд                      | Лучшему тренеру регулярного сезона | Майк Кинэн                          | 1984-85                             |
| Джек Адамс Эворд                      | Лучшему тренеру регулярного сезона | Билл Барбер                         | 2000-01                             |
| Кинг Клэнси Трофи                     | Игроку, который является примером для партнёров на льду и вне его                                                                     | Никогда не вручался игрокам Флайерз | Никогда не вручался игрокам Флайерз |
| Колдер Трофи                          | Лучшему новичку сезона | Никогда не вручался игрокам Флайерз | Никогда не вручался игрокам Флайерз |
| Конн Смайт Трофи                      | Наиболее полезному игроку плей-офф | Берни Парент                        | 1973-74 1974-75                     |
| Конн Смайт Трофи                      | Наиболее полезному игроку плей-офф | Реджи Лич                           | 1975-76                             |
| Конн Смайт Трофи                      | Наиболее полезному игроку плей-офф | Рон Хексталл                        | 1986-87                             |
| Леди Бинг Трофи                       | Игроку, продемонстрировавшему образец честной спортивной борьбы и джентльменского поведения в сочетании с высоким игровым мастерством | Никогда не вручался игрокам Флайерз | Никогда не вручался игрокам Флайерз |
| Лестер Пирсон Эворд/Тед Линдсей Эворд | Лучшему игроку регулярного сезона (выбирается игроками)                                                                               | Бобби Кларк                         | 1973-74                             |
| Лестер Пирсон Эворд/Тед Линдсей Эворд | Лучшему игроку регулярного сезона (выбирается игроками)                                                                               | Эрик Линдрос                        | 1994-95                             |
| Приз Марка Мессье                     | Игроку, ярко проявившему лидерские и человеческие качества                                                                            | Никогда не вручался игрокам Флайерз | Никогда не вручался игрокам Флайерз |
| Морис Ришар Трофи                     | Лучшему снайперу регулярного сезона                                                                                                   | Никогда не вручался игрокам Флайерз | Никогда не вручался игрокам Флайерз |
| НХЛ Плюс/Минус Эворд                  | Лучшему игроку регулярного сезона по системе +/-                                                                                      | Марк Хоу                            | 1985-86                             |
| НХЛ Плюс/Минус Эворд                  | Лучшему игроку регулярного сезона по системе +/-                                                                                      | Джон Леклер                         | 1996-97 1998-99                     |
| НХЛ Фаундэйшн Плейер Эворд            | Игроку, наиболее ярко проявившего себя в благотворительной деятельности                                                               | Никогда не вручался игрокам Флайерз | Никогда не вручался игрокам Флайерз |
| Роджер Крозье Эворд                   | Голкиперу с наибольшим процентом надёжности (минимум 25 сыгранных матчей)                                                             | Никогда не вручался игрокам Флайерз | Никогда не вручался игрокам Флайерз |
| Уильям М. Дженнингс Трофи             | Голкиперам команды, пропустившей наименьшее количество шайб в регулярном сезоне (с 1981)                                              | Боб Фроз Даррен Дженсен             | 1985-86                             |
| Уильям М. Дженнингс Трофи             | Голкиперам команды, пропустившей наименьшее количество шайб в регулярном сезоне (с 1981)                                              | Роман Чехманек Роберт Эш            | 2002-03                             |
| Фрэнк Дж. Селки Трофи                 | Лучшему форварду оборонительного плана                                                                                                | Бобби Кларк                         | 1982-83                             |
| Фрэнк Дж. Селки Трофи                 | Лучшему форварду оборонительного плана                                                                                                | Дейв Пулин                          | 1986-87                             |
| Харт Трофи                            | Лучшему игроку регулярного сезона | Бобби Кларк                         | 1972-73 1974-75 1975-76             |
| Харт Трофи                            | Лучшему игроку регулярного сезона | Эрик Линдрос                        | 1994-95                             |
| Сборная лучших новичков НХЛ           | Для лучших новичков НХЛ (по позиции)                                                                                                  | Пелле Линдберг (G)                  | 1982-83                             |
| Сборная лучших новичков НХЛ           | Для лучших новичков НХЛ (по позиции)                                                                                                  | Томас Эрикссон (D)                  | 1983-84                             |
| Сборная лучших новичков НХЛ           | Для лучших новичков НХЛ (по позиции)                                                                                                  | Рон Хексталл (G)                    | 1986-87                             |
| Сборная лучших новичков НХЛ           | Для лучших новичков НХЛ (по позиции)                                                                                                  | Эрик Линдрос (F)                    | 1992-93                             |
| Сборная лучших новичков НХЛ           | Для лучших новичков НХЛ (по позиции)                                                                                                  | Микаэль Ренберг (F)                 | 1993-94                             |
| Сборная лучших новичков НХЛ           | Для лучших новичков НХЛ (по позиции)                                                                                                  | Крис Терьен (D)                     | 1994-95                             |
| Сборная лучших новичков НХЛ           | Для лучших новичков НХЛ (по позиции)                                                                                                  | Яни Нинимаа (D)                     | 1996-97                             |
| Сборная лучших новичков НХЛ           | Для лучших новичков НХЛ (по позиции)                                                                                                  | Брайан Буше (G)                     | 1999-2000                           |
| Сборная лучших новичков НХЛ           | Для лучших новичков НХЛ (по позиции)                                                                                                  | Симон Ганье (F)                     | 1999-2000                           |
| Сборная лучших новичков НХЛ           | Для лучших новичков НХЛ (по позиции)                                                                                                  | Йони Питканен (D)                   | 2003-04                             |
| Первая символическая сборная НХЛ      | Для лучших игроков регулярного сезона (по позиции)                                                                                    | Берни Парент (G)                    | 1973-74 1974-75                     |
| Первая символическая сборная НХЛ      | Для лучших игроков регулярного сезона (по позиции)                                                                                    | Бобби Кларк (C)                     | 1974-75 1975-76                     |
| Первая символическая сборная НХЛ      | Для лучших игроков регулярного сезона (по позиции)                                                                                    | Билл Барбер (LW)                    | 1974-75                             |
| Первая символическая сборная НХЛ      | Для лучших игроков регулярного сезона (по позиции)                                                                                    | Марк Хоу (D)                        | 1982-83 1985-86 1986-87             |
| Первая символическая сборная НХЛ      | Для лучших игроков регулярного сезона (по позиции)                                                                                    | Пелле Линдберг (G)                  | 1984-85                             |
| Первая символическая сборная НХЛ      | Для лучших игроков регулярного сезона (по позиции)                                                                                    | Рон Хексталл (G)                    | 1986-87                             |
| Первая символическая сборная НХЛ      | Для лучших игроков регулярного сезона (по позиции)                                                                                    | Эрик Линдрос (C)                    | 1994-95                             |
| Первая символическая сборная НХЛ      | Для лучших игроков регулярного сезона (по позиции)                                                                                    | Джон Леклер (LW)                    | 1994-95 1997-98                     |
| Вторая символическая сборная НХЛ      | Для лучших игроков регулярного сезона (по позиции)                                                                                    | Бобби Кларк (C)                     | 1972-73 1973-74                     |
| Вторая символическая сборная НХЛ      | Для лучших игроков регулярного сезона (по позиции)                                                                                    | Барри Эшби (D)                      | 1973-74                             |
| Вторая символическая сборная НХЛ      | Для лучших игроков регулярного сезона (по позиции)                                                                                    | Реджи Лич (RW)                      | 1975-76                             |
| Вторая символическая сборная НХЛ      | Для лучших игроков регулярного сезона (по позиции)                                                                                    | Билл Барбер (LW)                    | 1978-79 1980-81                     |
| Вторая символическая сборная НХЛ      | Для лучших игроков регулярного сезона (по позиции)                                                                                    | Боб Фроз (G)                        | 1985-86                             |
| Вторая символическая сборная НХЛ      | Для лучших игроков регулярного сезона (по позиции)                                                                                    | Тим Керр (RW)                       | 1986-87                             |
| Вторая символическая сборная НХЛ      | Для лучших игроков регулярного сезона (по позиции)                                                                                    | Марк Рекки (RW)                     | 1991-92                             |
| Вторая символическая сборная НХЛ      | Для лучших игроков регулярного сезона (по позиции)                                                                                    | Эрик Линдрос (C)                    | 1995-96                             |
| Вторая символическая сборная НХЛ      | Для лучших игроков регулярного сезона (по позиции)                                                                                    | Джон Леклер (LW)                    | 1995-96 1996-97 1998-99             |
| Вторая символическая сборная НХЛ      | Для лучших игроков регулярного сезона (по позиции)                                                                                    | Эрик Дежарден (D)                   | 1998-99 1999-2000                   |
| Вторая символическая сборная НХЛ      | Для лучших игроков регулярного сезона (по позиции)                                                                                    | Роман Чехманек (G)                  | 2000-01                             |

### Участие вМатчах всех звёзд

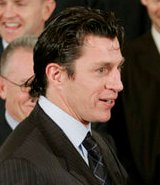
Род Бриндамор

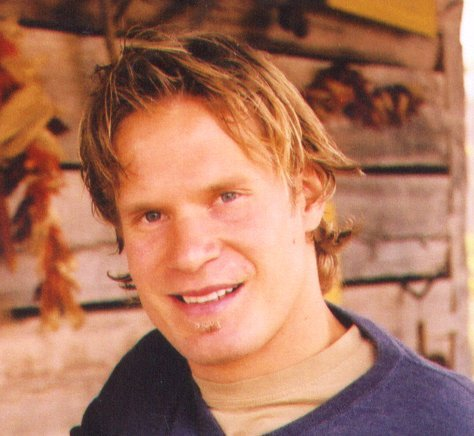
Киммо Тимонен

Ниже представлен список игроков Филадельфии Флайерз, участвовавших в Матчах всех звёзд НХЛ с момента создания клуба в 1967 на момент окончания сезона 2007-08.
| Год  | Игрок(и) |
| ---- | --- |
| 2009 | Джефф Картер |
| 2008 | Майк Ричардс, Киммо Тимонен |
| 2007 | Симон Ганье (2) |
| 2004 | Джереми Реник (3), Кейт Примо, Кен Хичкок (Тренер)                                                                                        |
| 2003 | Джереми Реник (2), Кен Хичкок (Тренер) |
| 2002 | Джереми Реник |
| 2001 | Роман Чекманек, Симон Ганье |
| 2000 | Эрик Линдрос (6), Джон Леклер (5), Марк Рекки (3), Эрик Дежарден (2), Роджер Нильсон (Тренер)                                             |
| 1999 | Эрик Линдрос (5), Джон Леклер (4) |
| 1998 | Эрик Линдрос (4), Джон Леклер (3) |
| 1997 | Эрик Линдрос (3), Джон Леклер (2), Пол Коффи, Дэйл Хаверчук                                                                               |
| 1996 | Эрик Линдрос (2), Эрик Дежарден, Джон Леклер, Крейг Мактавиш                                                                              |
| 1994 | Марк Рекки (2), Гэрри Гэлли, Эрик Линдрос                                                                                                 |
| 1993 | Марк Рекки |
| 1992 | Род Бриндамор |
| 1991 | Рик Токкет (3) |
| 1990 | Брайан Пропп (5), Рик Токкет (2) |
| 1989 | Рик Токкет |
| 1988 | Марк Хоу (3), Дейв Пулин (2), Рон Хексталл, Челль Самуэльссон, Майк Кинэн (Тренер)                                                        |
| 1986 | Брайан Пропп (4), Тим Керр (3), Пелле Линдберг (не участвовал), Марк Хоу (2), Боб Фроз, Дейв Пулин, Майк Кинэн (Тренер)                   |
| 1985 | Тим Керр (2), Пелле Линдберг (2) |
| 1984 | Брайан Пропп (3), Тим Керр |
| 1983 | Марк Хоу, Пелле Линдберг, Дэррил Ситтлер                                                                                                  |
| 1982 | Билл Барбер (6), Брайан Пропп (2) |
| 1981 | Билл Барбер (5), Боб Дейли (2), Пит Питерс (2), Пол Холмгрен, Бен Вильсон, Пэт Куинн (Тренер)                                             |
| 1980 | Джимми Уотсон (5), Билл Барбер (4), Рик Маклиш (3), Реджи Лич (2), Норм Барнс, Пит Питерс, Брайан Пропп                                   |
| 1978 | Бобби Кларк (8), Джимми Уотсон (4), Билл Барбер (3), Том Блэйдон (2), Уэйн Стивенсон (2), Боб Дейли, Фред Широ (Тренер)                   |
| 1977 | Бобби Кларк (7), Берни Парент (5), Джимми Уотсон (3), Гэри Дорнхофер (2), Рик Маклиш (2), Джо Уотсон (2), Том Блэйдон, Фред Широ (Тренер) |
| 1976 | Бобби Кларк (не участвовал), Билл Барбер (2), Джимми Уотсон (2), Андре Дюпон, Реджи Лич, Рик Маклиш, Уэйн Стивенсон, Фред Широ (Тренер)   |
| 1975 | Бобби Кларк (6), Берни Парент (4), Эд ван Имп (3), Билл Барбер, Джимми Уотсон, Фред Широ (Тренер)                                         |
| 1974 | Бобби Кларк (5), Берни Парент (3), Эд ван Имп (2), Джо Уотсон                                                                             |
| 1973 | Бобби Кларк (4), Гэри Дорнхофер |
| 1972 | Бобби Кларк (3), Симон Ноле |
| 1971 | Бобби Кларк (2) |
| 1970 | Берни Парент (2), Бобби Кларк |
| 1969 | Берни Парент, Эд ван Имп |
| 1968 | Леон Рошфор |

## Карьерные достижения

### Зал хоккейной славы
Ниже представлен список персон, включенных в Зал хоккейной славы и связанных с Филадельфией Флайерз.
| Персона        | Категория   | Год  | Годы работы с Флайерз |
| -------------- | ----------- | ---- | --------------------- |
| Аллан Стэнли   | Игрок       | 1981 | 1968-1969             |
| Берни Парент   | Игрок       | 1984 | 1967-1971, 1973—1979  |
| Бобби Кларк    | Игрок       | 1987 | 1969-1984             |
| Эд Снайдер     | Руководство | 1988 | с 1967                |
| Дэррил Ситтлер | Игрок       | 1989 | 1982-1984             |
| Билл Барбер    | Игрок       | 1990 | 1972-1984             |
| Бад Пойл       | Руководство | 1990 | 1967-1969             |
| Кейт Аллен     | Builder     | 1992 | с 1967                |
| Дэйл Хаверчук  | Игрок       | 2001 | 1996-1997             |
| Роджер Нильсон | Руководство | 2001 | 1998-2000             |
| Пол Коффи      | Игрок       | 2004 | 1996-1998             |

### Зал славы Флайерз
Создан в 1988, предназначен для людей, внёсших значительный вклад в клуб.
| Персона        | Год  | Категория                                                      |
| -------------- | ---- | -------------------------------------------------------------- |
| Бобби Кларк    | 1988 | Игрок (1969—1984), Генеральный менеджер (1984—1990, 1994—2006) |
| Берни Парент   | 1988 | Игрок (1967—1971, 1973—1979)                                   |
| Кейт Аллен     | 1989 | Главный тренер (1967—1969), Генеральный менеджер (1969—1983)   |
| Билл Барбер    | 1989 | Игрок (1972—1984), Главный тренер (2000—2002)                  |
| Эд Снайдер     | 1989 | Главный владелец (1967—1996), Председатель (с 1996)            |
| Рик Маклиш     | 1990 | Игрок (1970—1980, 1983—1984)                                   |
| Фред Широ      | 1990 | Главный тренер (1971—1978)                                     |
| Барри Эшби     | 1991 | Игрок (1970—1974)                                              |
| Гэри Дорнхофер | 1991 | Игрок (1967—1978)                                              |
| Джин Харт      | 1992 | Комментатор (1967—1995)                                        |
| Реджи Лич      | 1992 | Игрок (1974—1982)                                              |
| Джо Скотт      | 1993 | Второстепенный владелец (1967—1984), Президент (1968—1979)     |
| Эд ван Имп     | 1993 | Игрок (1967—1976)                                              |
| Тим Керр       | 1994 | Игрок (1980—1991)                                              |
| Джо Уотсон     | 1996 | Игрок (1967—1978)                                              |
| Брайан Пропп   | 1999 | Игрок (1979—1990)                                              |
| Марк Хоу       | 2001 | Игрок (1982—1992)                                              |
| Дейв Пулин     | 2004 | Игрок (1983—1990)                                              |
| Рон Хексталл   | 2008 | Игрок (1986—1992, 1995—1999)                                   |

### Закреплённые номера
| Номер | Игрок          | Дата                                              | Годы, проведённые за Флайерз |
| ----- | -------------- | ------------------------------------------------- | ---------------------------- |
| 1     | Берни Парент   | 11 октября 1979                                   | 1967-1971, 1973—1979         |
| 4     | Барри Эшби     | 3 апреля 1975                                     | 1970-1974                    |
| 7     | Билл Барбер    | 11 октября 1990                                   | 1972-1984                    |
| 16    | Бобби Кларк    | 15 ноября 1984                                    | 1969-1984                    |
| 31    | Пелле Линдберг | Неофициально — с момента его гибели в ноябре 1985 | 1981-1985                    |
| 99    | Уэйн Гретцки   | 6 февраля 2000                                    | Изъят у всех клубов НХЛ      |